# Menetus
Menetus – rodzaj drobnych płucodysznych ślimaków z rodziny zatoczkowatych (Planorbidae). Obejmuje słodkowodne gatunki występujące w Ameryce Północnej. Jeden z gatunków, zatoczek rozszerzony (Menetus dilatatus), został zawleczony do Europy, gdzie obecnie rozprzestrzenia się w wodach śródlądowych.

## Cechy morfologiczne i anatomiczne
Muszle drobne, o wielkości nie przekraczającej kilku milimetrów, tarczowate, zbudowane z szybko narastających skrętów zwiniętych w jednej płaszczyźnie, z których ostatni jest mocno od góry spłaszczony i posiada wyraźną krawędź. Ciało wykazuje budowę lewoskrętną. Muszle również lewoskrętne, jednak robią wrażenie prawoskrętnych, ponieważ u pełzających ślimaków są pochylone w lewo, co sprawia, że górna strona muszli jest bardziej wypukła, a górna krawędź otworu muszli wybiega do przodu. W rzeczywistości górna powierzchnia muszli odpowiada dołkowi osiowemu (pod względem anatomicznym jest stroną dolną), a powierzchnia dolna odpowiada szczytowi muszli (jest stroną górną). Głowa zaopatrzona w niewielkie czułki, oczy położone na niewielkich wzgórkach przy wewnętrznej podstawie czułków. Głównym narządem oddechowym jest płuco, będące silnie unaczynioną jamą w płaszczu, zaopatrzone w syfon oddechowy. Nibyskrzele szerokie i pofałdowane. Końcowy odcinek jelita przebija środek nibyskrzela, otwór odbytowy znajduje się u jego dolnej krawędzi, zwykle z lewej strony. W jamie płaszczowej brak bruzdy nerkowej. Nerka krótka i szeroka. Serce położone z prawej strony nerki. Szczęka składa się z masywnej płytki środkowej i dwóch wąskich płytek bocznych. W tarce charakterystyczne długie zęby brzeżne, ząbkowane na zewnętrznych krawędziach bocznych. 
Formuła raduli: 20–1–20, liczba podłużnych szeregów zębowych – 41, liczba szeregów poprzecznych – 144–161. Kształt męskiego narządu kopulacyjnego zmienny, prepucjum zwykle nieco krótsze od pochewki prącia i rozdęte. Ujście nasieniowodu znajduje się w połowie długości prącia, na jego bocznej ścianie. Na czubku prącia mała chitynowa brodawka. Wewnątrz prepucjum znajduje się miseczkowaty utwór, ukształtowany przez tkankę mięśniową i łączną. Prostata złożona z około 12 rozgałęziających się wyrostków odchodzących od przewodu głównego. Krew zawiera rozpuszczoną hemoglobinę. 

## Występowanie
Pierwotny zasięg występowania obejmuje Amerykę Północną.
W Europie rozprzestrzenia się obecnie jeden gatunek, Menetus dilatatus, zawleczony w połowie XIX wieku.

## Gatunki
Do rodzaju należą dwa współczesne gatunki:
- Menetus dilatatus (A. Gould, 1841) – zatoczek rozszerzony (gatunek typowy)
- Menetus opercularis (A. Gould, 1847)

oraz gatunki wymarłe, znane tylko ze szczątków kopalnych:
- Menetus carinifex D.W. Taylor, 1981 †
- Menetus concavus (Deshayes, 1863) †
- Menetus hilli Pierce, 2001 †
- Menetus micromphalus D.W. Taylor, 1954 †
- Menetus nebrascensis (J. Evans & Shumard, 1856) †
- Menetus planulatoides J. Henderson & Rodeck, 1934 †
- Menetus pygmaeus (Deshayes, 1863) †
- Menetus spiruloides (Deshayes, 1863) †
- Menetus tamassensis (Moisescu, 1969) †
- Menetus textus Pierce, 2001 †
- Menetus tropis (F.E. Edwards, 1852) †
- Menetus vetulus (Meek & Hayden, 1860) †